# 幸田町民会館
幸田町民会館（こうたちょうみんかいかん）は、愛知県額田郡幸田町大字大草にある多目的ホール。1996年8月30日開館。幸田町における文化活動の拠点であり、コンサートや演劇などに用いられる。幸田町立図書館・幸田町民プールも有するハッピネス・ヒル・幸田の一角にある。

## 歴史
額田郡幸田町は8.5ヘクタールの用地に文化施設を集中的に配置するハッピネス・ヒル・幸田の建設を計画した。1994年7月4日に着工し、1996年5月31日に竣工、1996年8月30日に幸田町民会館が開館した。同日には午前中に完工記念式典があり、大浦猶之幸田町長が挨拶した。午後に杮落し公演となる「水前寺清子コンサート」があり、演歌歌手でチータこと水前寺清子、久宝留理子、小椋佳などが出演したほか、笑福亭仁鶴の講演会が行われた。同年1月5日には町民会館に先駆けて幸田町立図書館が開館しており、町民会館から2年後の1998年には幸田町民プールが開館している。また、2015年（平成27年）5月22日（金）～5月24日（日）には、地下1階あじさいホールにて幸田絵画展が開催され、洋画家立川広己が招待され出展来場している。

## 特徴
建物は鉄筋コンクリート造（一部コンクリート造、屋根は鉄骨造）であり、建築面積は6,096.59m2、延床面積は9,992.92m2、地上4階・地下1階建である。設計は山下設計中部支社、施行は鴻池組名古屋支店。工事費は43億8420万円。1004席を備えた「さくらホール」など大小3つのホール、大小の会議室、和室、談話室、喫茶室などからなる。開館時間は9時から22時、休館日は月曜日・年末年始。

## 施設
- 「さくらホール」
  - 床面積2031.7m2。定員1004人。コンサートなどに使用。2022年日本音響家協会が選出する優良ホール100選に選出。
- 「つばきホール」
  - 床面積735.0m2。定員404人。演劇などに使用。
- 「あじさいホール」
  - 床面積360.0m2。定員216人。ピアノ発表会などに使用。
- 大会議室
  - 定員54人。
- 第1中会議室
  - 定員16人。
- 第2中会議室
  - 定員12人。
- 小会議室
  - 定員16人。
- 和室
  - 定員28人。
- リハーサル室
  - 定員80人。